# جيروم كافاناه
جيروم كافاناه هو محامي وسياسي أمريكي، ولد في 16 يونيو 1928 في ديترويت في الولايات المتحدة، وتوفي في 27 نوفمبر 1979 في ليكسينغتون في الولايات المتحدة. نشط حزبياً في الحزب الديمقراطي. وقد انتخب عمدة ديترويت ‏ (2 يناير 1962 – 5 يناير 1970).